# Jasasznaja Taszła
Jasasznaja Taszła (ros. Ясашная Ташла) – wieś (sieło) w Rosji, w obwodzie uljanowskim, w rejonie tierieńgulskim. W 2010 liczyła 2240 mieszkańców.